# Куртелин, Жорж
Жорж Куртели́н (фр. Georges Courteline; имя при рождении Жорж Виктор Марсель Муано́ фр. Georges Victor Marcel Moinaux или Moineau) (25 июня 1858, Тур — 25 июня 1929, Париж) — французский писатель и драматург.

## Биография
Жорж Куртелин — сын писателя и драматурга Жозефа Муано (фр. Joseph Moineaux), писавшего под псевдонимом Жюль Муано (фр. Jules Moinaux). До пяти лет Жорж воспитывался бабушкой и дедушкой в Туре. Затем родители забрали его к себе в Париж, летом они снимали дачу на Монмартре, куда наведывались все театральные знаменитости времён Второй империи.
После колледжа в Мо и военной службы в Бар-ле-Дюк, завершившейся в 1881 году, стал чиновником администрации, заведовавшей религиями. Женившись, поселился в доме 89, на ул. Лёпик (фр. Rue Lepic) на Монмартре. Награждён орденом Почётного легиона в 1899 году. В 1907—23 годах проживал по адресу 43, авеню Сен-Мандэ (фр. avenue de Saint-Mandé) 12-го округа Парижа.
Оставив чиновничью службу, предался литературному творчеству и журнальному издательству. Писал сатирические произведения (романы, пьесы-комедии, рассказы и скетчи) на темы быта французской армии и жизни чиновничества. По просьбе Андре Антуана сочинял для его Свободного театра (фр. Théâtre-Libre); пьеса Boubouroche вошла в репертуар Комеди Франсэз в 1910 году; в 1926 году Жорж Куртелин стал членом престижной Гонкуровской академии.
Похоронен на 89-м участке кладбища Пер-Лашез.

## Творчество
- Роман Les Gaietés de l’escadron, 1886
- Роман Les Femmes d’amis, 1888
- Роман Le Train de 8 heures 47, 1888
- Пьеса «Лидуар» (Lidoire, 1892)
- Пьеса Messieurs les ronds-de-cuir, 1893
- 2-х актная пьеса Boubouroche, 1893
- Сборник рассказов Ah ! Jeunesse !, 1894
- Сайнет La Peur des coups, 1895
- Одноактная пьеса Un client sérieux, 1896
- Одноактная пьеса Hortense, couche-toi !, 1897
- Одноактная пьеса «Господин Баден» (Monsieur Badin, 1897)
- Пьеса Une lettre chargée, 1897
- Сайнет Théodore cherche des allumettes, 1897
- Сайнет La Voiture versée, 1897
- Одноактная пьеса Gros Chagrins, 1897
- Одноактная пьеса «Супруги Буленгрен» (Les Boulingrin, 1898)
- Одноактная комедия Le gendarme est sans pitié, 1899
- Одноактная комедия Le commissaire est bon enfant, 1900
- Одноактная комедия L’Article 330, 1900
- Одноактная комедия Les Balances, 1901
- Одноактная комедия La Paix chez soi, 1903
- Одноактная пьеса La Conversion d’Alceste, 1905
- Одноактная пьеса Le Petit Malade, 1905
- Пьеса La Cruche, 1909
- Роман Les Linottes, 1912
- Одноактная пьеса Le Gora, 1920
- Одноактный водевиль Le Droit aux étrennes
- Одноактная пьеса Godefroy
- «Философия Жоржа Куртелина», сборник собственных изречений

## Посмертно
В 1930 г. его именем названо авеню Куртелин (фр. avenue Courteline) в 12-м округе Парижа.